# Cody Simpson
Cody Robert Simpson (sinh ngày 11 tháng 1 năm 1997) là một nam ca sĩ nhạc pop người Úc đến từ Gold Coast, Queensland, anh đã ký hợp đồng thu âm với hãng đĩa Mỹ Atlantic Records.

## Thời thơ ấu
Cody Simpson là con trai của Brad và Angie Simpson. Anh có hai người em ruột, Tom và Alli. Simpson cũng là một vận động viên bơi lội tài năng, đã chiến thắng hai huy chương vàng tại cuộc thi bơi Queensland Swimming Championships. Anh thường luyện bơi tại câu lạc bộ bơi lội Miami Swimming Club dưới sự hướng dẫn của huần luyện viên Ken Nixon. Mẹ của Simpson, Angie, là một tình nguyện viên làm việc trong câu lạc bộ này.
Simpson bắt đầu tự thu âm các ca khúc trong phòng ngủ của chính mình từ mùa hè năm 2009 và đăng tải các ca khúc đó lên YouTube. Một số các ca khúc mà anh hát có thể kể đến như "I'm Yours" của Jason Mraz, "Cry Me a River" và "Señorita" của Justin Timberlake, "I Want You Back" của Jackson 5, và hai ca khúc anh tự sáng tác, "One" và "Perfect". Sau đó, tài năng của anh được phát hiện trên Youtube bởi Shawn Campbell, một nhà sản xuất thu âm từng được đề cử giải Grammy đã từng làm việc với Jay-Z và nhiều nghệ sĩ khác.

## Sự nghiệp âm nhạc

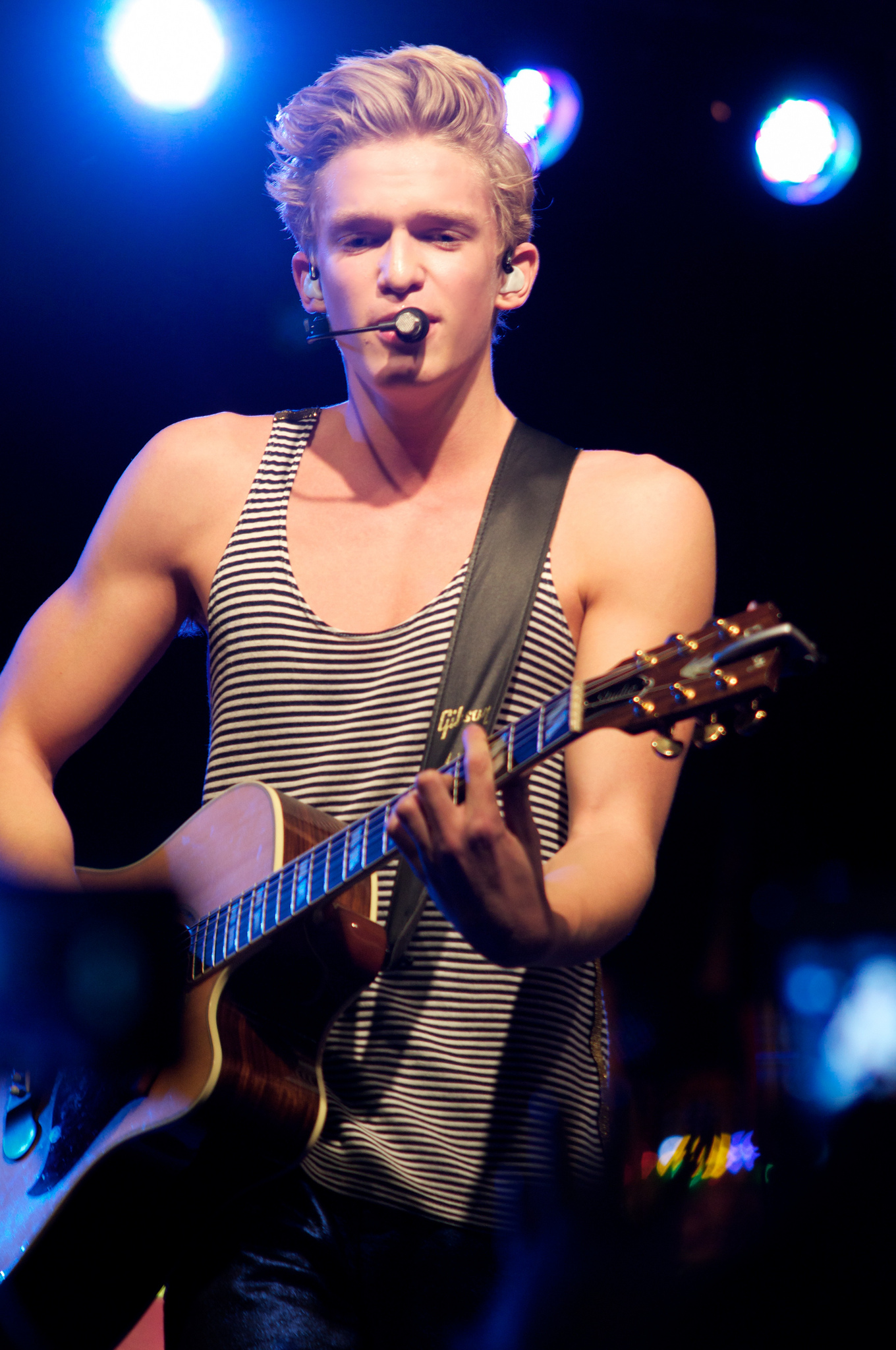
Simpson tại lễ hội Nevada Wild Fest ở Las Vegas, Nevada vào 25 tháng 10 năm 2012.

Simpson bắt đầu nhận được sự chú ý của dư luận khi xuất hiện trên chương trình The 7.30 Report vào tháng 12 năm 2009. Anh ra mắt đĩa đơn đầu tay của mình, "iYiYi", với sự hợp tác của rapper người Mỹ Flo Rida, vào ngày 15 tháng 5 năm 2010. Video âm nhạc cho đĩa đơn thứ hai của anh, "Summertime", được phát hành vào ngày 20 tháng 9 năm 2010. Simpson cùng với gia đình mình sau đó tái định cư ở Los Angeles vào tháng 6 năm 2010 để anh có thể tập trung thu âm các ca khúc với hãng đĩa Atlantic Records và nhà sản xuất Shawn Campbell. Cùng tháng đó, Simpson cũng được xuất hiện trên chương trình chào buổi sáng của Úc, Sunrise. Vào ngày 22 tháng 6 năm 2010, có một thông báo cho biết Simpson sẽ tham gia chuyến lưu diễn vòng quanh nước Mỹ Camplified 2010 Tour cùng với nhiều nghệ sĩ khác, chuyển lưu diễn được bắt đầu vào ngày 5 tháng 7 năm 2010 và kết thúc vào ngày 14 tháng 8 năm 2010. EP đầu tiên của Cody Simpson với cái tên tên 4 U được phát hành vào ngày 21 tháng 12 năm 2010. EP có tổng cộng năm ca khúc, với bốn trong số đó là những ca khúc chưa từng được phát hành trước đó. Simpson cũng thu âm phiên bản làm lại của ca khúc "I Want Candy" (The Strangeloves), bản thu âm này được chọn làm ca khúc chủ đề cho bộ phim hoạt hình Hop. Tháng 5, 2011, Simpson bị "ném trứng" trong khi anh đang biểu diễn tại Miranda Fair ở Sydney. Simpson tiết lộ với đài phát thanh Úc The Kyle & Jackie O Show rằng anh thực ra anh không hề bị trúng trứng, và rằng anh buồn bã thay cho người hâm mộ của mình bởi phần còn lại của buổi biểu diễn đã bị hủy bỏ vì vấn đề an ninh.
Coast to Coast được phát hành vào ngày 20 tháng 9 năm 2011 bởi hãng đĩa Alantic Records. EP đã đạt được vị trí #12 trên bảng xếp hạng Billboard 200 với doanh số 24,000 bản. Ngày 23 tháng 4 năm 2011, đĩa đơn "On My Mind" được phát hành. Sau đó vào ngày 5 tháng 8 năm 2011, Simpson có biểu diễn trong chương trình The Today Show. Một ngày sau đó, Simpson bắt đầu thực hiện chuyến lưu diễn Coast to Coast Mall Tour của mình tại Lake Grove, New York để quảng bá cho Coast to Coast. Tour có tổng cộng chín buổi diễn, kết thúc vào ngày 18 tháng 9 năm 2011 tại Orange, California. Vào ngày 22 tháng 9, Cody Simpson được cho biết là đã thuê người quản lý của Justin Bieber là Scooter Braun trở thành quản lý cho mình. Vào tháng 12 năm 2011, Simpson được The Wish Factory cho ra mắt dòng búp bê của riêng anh, với hai kiểu dáng khác nhau.

## Danh sách phim
| Năm  | Tên                                | Vai                         | Ghi chú                                                      |
| ---- | ---------------------------------- | --------------------------- | ------------------------------------------------------------ |
| 2011 | So Random!                         | Chính anh                   | Khách mời, biểu diễn ca khúc "All Day"                       |
| 2011 | PrankStars                         | Chính anh                   | Tập phim "Walk the Prank", cùng với Mitchel Musso và Zendaya |
| 2011 | N.B.T (Next Big Thing)             | Chính anh                   | Khách mời                                                    |
| 2011 | Extreme Makeover: Home Edition     | Chính anh                   | Tập phim "The Walker Family"                                 |
| 2012 | Bucket & Skinner's Epic Adventures | Chính anh - Người biểu diễn | Tập phim "Epic Break-up"                                     |
| 2012 | Finding Cody                       | Chính anh                   | Nhân vật chính                                               |
| 2012 | Punk'd                             | Chính anh                   | Nạn nhân                                                     |
| 2012 | Figure It Out                      | Chính anh                   | Thí sinh                                                     |

## Danh sách đĩa nhạc
Album phòng thu
- Paradise (2012)
- Surfers Paradise (2013)

Đĩa mở rộng
- 4 U (2010)
- Coast to Coast (2011)

## Tour lưu diễn
- Waiting 4U Tour (2011)
- Coast to Coast Mall Tour (2011)
- Welcome to Paradise Tour (2012)
- Paradise Tour (2012)

## Giải thưởng và đề cử
| Năm  | Giải thưởng                                    | Hạng mục                        | Kết quả   |
| ---- | ---------------------------------------------- | ------------------------------- | --------- |
| 2010 | Nickelodeon Australian Kids Choice Awards 2010 | Fresh Aussie Musos              | Đề cử     |
| 2010 | MNET Asean 2010 in Singapore                   | voted as top country pop singer | Đoạt giải |
| 2010 | J-14 Teen Icon Awards 2010                     | Iconic Fan Favorite             | Đề cử     |
| 2010 | J-14 Teen Icon Awards 2010                     | Icon of Tomorrow                | Đề cử     |
| 2010 | MTV Asean Awards 2011                          | International Singer            | Đề cử     |
| 2010 | Australian Casa Deala Music Awards             | "Top Male Singer: Male Artist"  | Đề cử     |
| 2011 | Nickelodeon Australian Kids Choice Awards 2011 | Super Fresh Award               | Đoạt giải |
| 2011 | Nickelodeon Australian Kids Choice Awards 2011 | Aussie Musos                    | Đoạt giải |
| 2011 | Nickelodeon Australian Kids Choice Awards 2011 | Awesome Aussie                  | Đoạt giải |
| 2012 | 2012 Kids' Choice Awards                       | Favorite Aussie Superstar       | Đoạt giải |
| 2013 | Nickelodeon Kids' Choice Awards                | Aussie's Favorite Homegrown Act | Đoạt giải |
| 2013 | Radio Disney Music Awards                      | Best Male Artist                | Đề cử     |
| 2013 | Radio Disney Music Awards                      | Best Crush Song                 | Đề cử     |
| 2013 | Radio Disney Music Awards                      | Fiercest Fans                   | Đề cử     |

## Liên kết khác
- Website chính thức
- Cody Simpson trên IMDb
- Cody Simpson trên Twitter
- Kênh Cody Simpson's trên YouTube